# Ernest Will
Ernest Will (geboren am 25. April 1913 in Uhrwiller; gestorben am 24. September 1997 in Paris) war ein französischer Klassischer Archäologe.

## Studium und Naher Osten
Ernest Will besuchte das 1537 von Johannes Sturm gegründete protestantische Gymnasium in Straßburg, bevor er ein geisteswissenschaftliches Studium an der Universität Straßburg aufnahm. Nach der Licence studierte er ab 1933 an der École normale supérieure in Paris Klassische Altertumswissenschaft. Nach dem Abschluss 1936 wurde er als Schüler Charles Picards im Jahr 1937 Mitarbeiter der École française d’Athènes. Hier war er an den französischen Ausgrabungen in Thasos, Delos und Delphi beteiligt. Der Ausbruch des Zweiten Weltkrieges beendete die Mitarbeit: Ernest Will wurde nach Beirut eingezogen. Nach dem Waffenstillstand von Compiègne kehrte er 1940 nach Frankreich zurück.
Von 1940 bis 1943 arbeitete er als Lehrer am Lycée Thiers in Marseille, 1944 war er Assistent des Archäologen Charles Dugas an der Universität Lyon, 1945 schließlich Lehrer am Collège-lycée Ampère in Lyon. Ab Oktober 1946 war er zusammen mit Jean Starcky einer der ersten Mitarbeiter des von Henri Seyrig im selben Jahr gegründeten Institut français d’archéologie de Beyrouth. Hier spezialisierte er sich in seinen Forschungen auf den Nahen Osten in hellenistischer Zeit und die kulturellen Wechselwirkungen zwischen Nahem Osten und der graeco-romanischen Welt. Mit Robert Amy wirkte er an der Untersuchung des Baaltempels von Palmyra mit und forschte zu vielen Aspekten der Gesellschaft und des Lebens in Palmyra.

## Akademische Laufbahn und Direktionen
Im Jahr 1951 kehrte Ernest Will nach Frankreich zurück und wurde Assistent am Lehrstuhl für griechische Sprache und Literatur an der Université de Lille. 1953 wurde er mit der Dissertation Le relief cultuel gréco-romain in Paris promoviert. Von 1953 bis 1963 lehrte er als Professor für griechische Sprache und Literatur, Kunstgeschichte und Archäologie in Lille, von 1963 bis 1970 Gräzistik an der Universität von Paris, nach deren Neustrukturierung von 1970 bis 1973 Kunstgeschichte und Archäologie an der Université Paris 1 Panthéon-Sorbonne. Neben seinen Professuren war er zudem von 1953 bis 1968 Direktor für die historischen Altertümer der Regionen Nord und Picardie (Antiquités historiques du Nord-Picardie). Als einer der wenigen erkannte er die Chancen der Luftbildarchäologie und veranlasste den damaligen Spezialisten der Region, Roger Agache, nicht nur prähistorische, sondern auch gallo-römische Strukturen mit dieser Methode zu untersuchen. Wills Interesse galt hierbei insbesondere den villae rusticae. Für jedes Jahr seines Direktorats gab er einen Bericht über die archäologischen Aktivitäten seines Zuständigkeitsgebietes in der Zeitschrift Gallia heraus, wichtige Befunde stellte er außerdem in der Revue du Nord vor.
Als Nachfolger von Daniel Schlumberger in der Leitung des Institut français d’archéologie de Beyrouth kehrte Ernest Will 1973 nach Beirut zurück. 1977 ging aus der Einrichtung unter seiner Leitung das Institut français d’archéologie du Proche-Orient hervor, mit Niederlassungen in Damaskus und Amman. Einer seiner Forschungsschwerpunkte galt der Qasr el-Abd nahe dem jordanischen Iraq el-Amir. 1980 musste er wegen des anhaltenden libanesischen Bürgerkriegs nach Frankreich zurückkehren. Dort nahm er seinen Lehrstuhl in Paris wieder ein, bis er 1982 in den Ruhestand ging. Die Leitung der Zeitschrift Syria, die er 1978 übernommen hatte, setzte er bis 1997 fort.

## Mitgliedschaften und Ehrungen
Ernest Will wurde 1973 in die Académie des inscriptions et belles-lettres gewählt. Er war Mitglied der Société nationale des antiquaires de France, des Deutschen Archäologischen Instituts und der British Academy. 1992 wurde er Mitglied der École française d’Extrême-Orient.
Er war Komtur des Ordre des Palmes Académiques, Offizier der Ehrenlegion und Offizier des Ordre des Arts et des Lettres. Anlässlich seines 70. Geburtstags widmete man ihm eine Festschrift.

## Publikationen (Auswahl)
Eine Bibliographie des wissenschaftlichen Werks von Ernest Will hat Maurice Sartre zusammengestellt.
- Le relief cultuel gréco-romain. Contribution à l’histoire de l’art de l’Empire romain. Boccard, Paris 1955.
- mit Henri Seyrig, Robert Amy: Le Temple de Bêl à Palmyre. Band 2. P. Geuthner, Paris 1975.
- Le sanctuaire de la déesse syrienne. Boccard, Paris 1985.
- mit François Larché: Iraq al Amir: Le château du Tobiade Hyrcan (= Bibliothèque archéologique et historique. Band 132). Zwei Bände. Geuthner, Paris 1991.
- Les Palmyréniens. La Venise des sables. Armand Colin, Paris 1992.